# Tour blanche d'Arras-sur-Rhône
Pour les articles homonymes, voir Tour Blanche (homonymie).
La tour blanche d'Arras-sur-Rhône est une tour située en France à Arras-sur-Rhône, dans le département de l'Ardèche en région Auvergne-Rhône-Alpes.
Elle fait l’objet d'une inscription au titre des monuments historiques en 1927.

## Localisation
La tour blanche est située sur la commune d'Arras-sur-Rhône, dans le département de l'Ardèche, en région Auvergne-Rhône-Alpes.

## Description
La tour blanche est un vestige du château d'Arras qui, à l'époque féodale, fut partagé en deux co-seigneuries : la tour blanche dite « tour de Soubise » et la tour brune dite « tour de Jovyac ».
Le château d'Arras faisait partie d'un système de défense. Il gardait le Rhône et l'entrée du village. Le site servait sûrement d'Ærarium à l'époque romaine : lieu sûr pour emmagasiner le trésor appelé à payer les légions. La tour fait 28 m de haut. Une table de lecture est située au pied de la tour. Un sentier de randonnée part du village pour monter à la tour.

## Historique
L'édifice est inscrit au titre des monuments historiques le 31 mai 1927.